# Natación en los Juegos Olímpicos de Londres 2012 – 200 metros estilo libre femenino
El evento de 200 metros estilo libre femenino de natación olímpica en los Juegos Olímpicos de Londres 2012 tomó lugar el 30 y 31 de julio en el  Centro Acuático de Londres.

## Récords
Antes de esta competición, los récords mundial y olímpico eran de la italiana Federica Pellegrini.
| Récord del Mundo | Federica Pellegrini (ITA) | 1:52.98 | Roma, Italia | 29 de julio de 2009  |
| Récord Olímpico  | Federica Pellegrini (ITA) | 1:54.82 | Pekín, China | 13 de agosto de 2008 |

Durante esta competición la estadounidense Allison Schmitt estableció un nuevo récord olímpico.
| Fecha       | Evento | Nombre          | País                 | Tiempo  | Récord |
| ----------- | ------ | --------------- | -------------------- | ------- | ------ |
| 31 de julio | Final  | Allison Schmitt | Estados Unidos (USA) | 1:53.61 | RO, RA |

## Resultados

### Series

#### Serie 1
| Rank | Línea | Nombre               | Nacionalidad        | Tiempo  | Notas |
| ---- | ----- | -------------------- | ------------------- | ------- | ----- |
| 1    | 3     | Natthanan Junkrajang | Tailandia (THA)     | 2:02.49 |       |
| 2    | 5     | Danielle Villars     | Suiza (SUI)         | 2:03.55 |       |
| 3    | 4     | Baek Il-Joo          | Corea del Sur (KOR) | 2:04.32 |       |
| 4    | 6     | Heather Arseth       | Mauricio (MRI)      | 2:07.81 |       |
| 5    | 2     | Aurelie Fanchette    | Seychelles (SEY)    | 2:23.49 |       |

#### Serie 2
| Rank | Línea | Nombre              | Nacionalidad     | Tiempo  | Notas |
| ---- | ----- | ------------------- | ---------------- | ------- | ----- |
| 1    | 5     | Pernille Blume      | Dinamarca (DEN)  | 2:00.91 |       |
| 2    | 6     | Camelia Potec       | Rumania (ROU)    | 2:01.15 |       |
| 3    | 2     | Liliana Ibanez      | México (MEX)     | 2:01.36 |       |
| 4    | 1     | Anna Stylianou      | Chipre (CYP)     | 2:01.87 |       |
| 5    | 8     | Katarína Filová     | Eslovaquia (SVK) | 2:02.03 |       |
| 6    | 4     | Jördis Steinegger   | Austria (AUT)    | 2:02.39 |       |
| 7    | 7     | Hanna-Maria Seppälä | Finlandia (FIN)  | 2:04.21 |       |
| —    | 3     | Grainne Murphy      | Irlanda (IRL)    | —       | DNS   |

#### Serie 3
| Rank | Línea | Nombre                   | Nacionalidad         | Tiempo  | Notas |
| ---- | ----- | ------------------------ | -------------------- | ------- | ----- |
| 1    | 5     | Federica Pellegrini      | Italia (ITA)         | 1:57.16 | Q     |
| 2    | 4     | Missy Franklin           | Estados Unidos (USA) | 1:57.62 | Q     |
| 3    | 3     | Veronika Popova          | Rusia (RUS)          | 1:57.79 | Q     |
| 4    | 6     | Barbara Jardin           | Canadá (CAN)         | 1:57.92 | Q     |
| 5    | 7     | Samantha Cheverton       | Canadá (CAN)         | 1:58.11 | Q     |
| 6    | 2     | Rebecca Turner           | Reino Unido (GBR)    | 1:58.98 |       |
| 7    | 1     | Ophelie-Cyrielle Etienne | Francia (FRA)        | 1:59.15 |       |
| 8    | 8     | Sze Hang Yu              | Hong Kong (HKG)      | 1:59.92 |       |

#### Serie 4
| Rank | Línea | Nombre             | Nacionalidad                  | Tiempo  | Notas |
| ---- | ----- | ------------------ | ----------------------------- | ------- | ----- |
| 1    | 2     | Caitlin McClatchey | Reino Unido (GBR)             | 1:58.03 | Q     |
| 2    | 3     | Bronte Barratt     | Australia (AUS)               | 1:58.12 | Q     |
| 3    | 4     | Camille Muffat     | Francia (FRA)                 | 1:58.49 | Q     |
| 4    | 6     | Wang Shijia        | República Popular China (CHN) | 1:58.73 | Q     |
| 5    | 1     | Hanae Ito          | Japón (JPN)                   | 1:58.93 | Q     |
| 6    | 8     | Nina Rangelova     | Bulgaria (BUL)                | 1:59.21 | RN    |
| 7    | 7     | Song Wenyan        | República Popular China (CHN) | 1:59.47 |       |
| —    | 5     | Femke Heemskerk    | Países Bajos (NED)            | —       | DNS   |

#### Serie 5
| Rank | Línea | Nombre              | Nacionalidad         | Tiempo  | Notas |
| ---- | ----- | ------------------- | -------------------- | ------- | ----- |
| 1    | 4     | Allison Schmitt     | Estados Unidos (USA) | 1:57.33 | Q     |
| 2    | 7     | Melani Costa Schmid | España (ESP)         | 1:57.79 | Q     |
| 3    | 5     | Sarah Sjöström      | Suecia (SWE)         | 1:58.03 | Q     |
| 4    | 3     | Kylie Palmer        | Australia (AUS)      | 1:58.16 | Q     |
| 5    | 6     | Silke Lippok        | Alemania (GER)       | 1:58.59 | Q     |
| 6    | 1     | Sara Isaković       | Eslovenia (SLO)      | 1:58.96 | Q     |
| 7    | 8     | Karin Prinsloo      | Sudáfrica (RSA)      | 1:59.24 |       |
| 8    | 2     | Ágnes Mutina        | Hungría (HUN)        | 1:59.56 |       |

#### Sumario
| Rank | Serie | Línea | Nombre                   | Nacionalidad                  | Tiempo  | Notas |
| ---- | ----- | ----- | ------------------------ | ----------------------------- | ------- | ----- |
| 1    | 3     | 5     | Federica Pellegrini      | Italia (ITA)                  | 1:57.16 | Q     |
| 2    | 5     | 4     | Allison Schmitt          | Estados Unidos (USA)          | 1:57.33 | Q     |
| 3    | 3     | 4     | Missy Franklin           | Estados Unidos (USA)          | 1:57.62 | Q     |
| 4    | 3     | 3     | Veronika Popova          | Rusia (RUS)                   | 1:57.79 | Q     |
| =    | 5     | 7     | Melani Costa Schmid      | España (ESP)                  | 1:57.79 | Q     |
| 6    | 3     | 6     | Barbara Jardin           | Canadá (CAN)                  | 1:57.92 | Q     |
| 7    | 5     | 5     | Sarah Sjöström           | Suecia (SWE)                  | 1:58.03 | Q     |
| =    | 4     | 2     | Caitlin McClatchey       | Reino Unido (GBR)             | 1:58.03 | Q     |
| 9    | 3     | 7     | Samantha Cheverton       | Canadá (CAN)                  | 1:58.11 | Q     |
| 10   | 4     | 3     | Bronte Barratt           | Australia (AUS)               | 1:58.12 | Q     |
| 11   | 5     | 3     | Kylie Palmer             | Australia (AUS)               | 1:58.16 | Q     |
| 12   | 4     | 4     | Camille Muffat           | Francia (FRA)                 | 1:58.49 | Q     |
| 13   | 5     | 6     | Silke Lippok             | Alemania (GER)                | 1:58.59 | Q     |
| 14   | 4     | 6     | Wang Shijia              | República Popular China (CHN) | 1:58.73 | Q     |
| 15   | 4     | 1     | Hanae Ito                | Japón (JPN)                   | 1:58.93 | Q     |
| 16   | 5     | 1     | Sara Isaković            | Eslovenia (SLO)               | 1:58.96 | Q     |
| 17   | 3     | 2     | Rebecca Turner           | Reino Unido (GBR)             | 1:58.98 |       |
| 18   | 3     | 1     | Ophelie-Cyrielle Etienne | Francia (FRA)                 | 1:59.15 |       |
| 19   | 4     | 8     | Nina Rangelova           | Bulgaria (BUL)                | 1:59.21 | RN    |
| 20   | 5     | 8     | Karin Prinsloo           | Sudáfrica (RSA)               | 1:59.24 |       |
| 21   | 4     | 7     | Song Wenyan              | República Popular China (CHN) | 1:59.47 |       |
| 22   | 5     | 2     | Ágnes Mutina             | Hungría (HUN)                 | 1:59.56 |       |
| 23   | 3     | 8     | Sze Hang Yu              | Hong Kong (HKG)               | 1:59.92 |       |
| 24   | 2     | 5     | Pernille Blume           | Dinamarca (DEN)               | 2:00.91 |       |
| 25   | 2     | 6     | Camelia Potec            | Rumania (ROU)                 | 2:01.15 |       |
| 26   | 2     | 2     | Liliana Ibanez           | México (MEX)                  | 2:01.36 |       |
| 27   | 2     | 1     | Anna Stylianou           | Chipre (CYP)                  | 2:01.87 |       |
| 28   | 2     | 8     | Katarína Filová          | Eslovaquia (SVK)              | 2:02.03 |       |
| 29   | 2     | 4     | Jördis Steinegger        | Austria (AUT)                 | 2:02.39 |       |
| 30   | 1     | 3     | Natthanan Junkrajang     | Tailandia (THA)               | 2:02.49 |       |
| 31   | 1     | 5     | Danielle Villars         | Suiza (SUI)                   | 2:03.55 |       |
| 32   | 2     | 7     | Hanna-Maria Seppälä      | Finlandia (FIN)               | 2:04.21 |       |
| 33   | 1     | 4     | Baek Il-Joo              | Corea del Sur (KOR)           | 2:04.32 |       |
| 34   | 1     | 6     | Heather Arseth           | Mauricio (MRI)                | 2:07.81 |       |
| 35   | 1     | 2     | Aurelie Fanchette        | Seychelles (SEY)              | 2:23.49 |       |
| —    | 2     | 3     | Grainne Murphy           | Irlanda (IRL)                 | —       | DNS   |
| —    | 4     | 5     | Femke Heemskerk          | Países Bajos (NED)            | —       | DNS   |

### Semifinales

#### Semifinal 1
| Rank | Línea | Nombre          | Nacionalidad                  | Tiempo  | Notas |
| ---- | ----- | --------------- | ----------------------------- | ------- | ----- |
| 1    | 2     | Bronte Barratt  | Australia (AUS)               | 1:56.08 | Q     |
| 2    | 4     | Allison Schmitt | Estados Unidos (USA)          | 1:56.15 | Q     |
| 3    | 7     | Camille Muffat  | Francia (FRA)                 | 1:56.18 | Q     |
| 4    | 5     | Veronika Popova | Rusia (RUS)                   | 1:56.84 | RN, Q |
| 5    | 3     | Barbara Jardin  | Canadá (CAN)                  | 1:57.91 |       |
| 6    | 6     | Sarah Sjöström  | Suecia (SWE)                  | 1:58.12 |       |
| 7    | 8     | Sara Isaković   | Eslovenia (SLO)               | 1:58.47 |       |
| 8    | 1     | Shijia Wang     | República Popular China (CHN) | 1:58.63 |       |

#### Semifinal 2
| Rank | Línea | Nombre              | Nacionalidad         | Tiempo  | Notas |
| ---- | ----- | ------------------- | -------------------- | ------- | ----- |
| 1    | 4     | Federica Pellegrini | Italia (ITA)         | 1:56.67 | Q     |
| 2    | 6     | Caitlin McClatchey  | Reino Unido (GBR)    | 1:57.33 | Q     |
| 3    | 7     | Kylie Palmer        | Australia (AUS)      | 1:57.44 | Q     |
| 4    | 5     | Missy Franklin      | Estados Unidos (USA) | 1:57.57 | Q     |
| 5    | 3     | Melani Costa Schmid | España (ESP)         | 1:57.76 |       |
| 6    | 2     | Samantha Cheverton  | Canadá (CAN)         | 1:57.98 |       |
| 7    | 1     | Silke Lippok        | Alemania (GER)       | 1:58.24 |       |
| 8    | 8     | Hanae Ito           | Japón (JPN)          | 1:59.62 |       |

#### Sumario
| Rank | Serie | Línea | Nombre              | Nacionalidad                  | Tiempo  | Notas |
| ---- | ----- | ----- | ------------------- | ----------------------------- | ------- | ----- |
| 1    | 1     | 2     | Bronte Barratt      | Australia (AUS)               | 1:56.08 | Q     |
| 2    | 1     | 4     | Allison Schmitt     | Estados Unidos (USA)          | 1:56.15 | Q     |
| 3    | 1     | 7     | Camille Muffat      | Francia (FRA)                 | 1:56.18 | Q     |
| 4    | 2     | 4     | Federica Pellegrini | Italia (ITA)                  | 1:56.67 | Q     |
| 5    | 2     | 6     | Caitlin McClatchey  | Reino Unido (GBR)             | 1:57.33 | Q     |
| 6    | 2     | 7     | Kylie Palmer        | Australia (AUS)               | 1:57.44 | Q     |
| 7    | 2     | 5     | Missy Franklin      | Estados Unidos (USA)          | 1:57.57 | Q     |
| 8    | 1     | 5     | Veronika Popova     | Rusia (RUS)                   | 1:56.84 | RN, Q |
| 9    | 2     | 3     | Melani Costa Schmid | España (ESP)                  | 1:57.76 |       |
| 10   | 1     | 3     | Barbara Jardin      | Canadá (CAN)                  | 1:57.91 |       |
| 11   | 2     | 2     | Samantha Cheverton  | Canadá (CAN)                  | 1:57.98 |       |
| 12   | 1     | 6     | Sarah Sjöström      | Suecia (SWE)                  | 1:58.12 |       |
| 13   | 2     | 1     | Silke Lippok        | Alemania (GER)                | 1:58.24 |       |
| 14   | 1     | 8     | Sara Isaković       | Eslovenia (SLO)               | 1:58.47 |       |
| 15   | 2     | 8     | Hanae Ito           | Japón (JPN)                   | 1:59.62 |       |
| 16   | 1     | 1     | Shijia Wang         | República Popular China (CHN) | 1:58.63 |       |

### Final
| Rank | Línea | Nombre              | Nacionalidad         | Tiempo  | Notas  |
| ---- | ----- | ------------------- | -------------------- | ------- | ------ |
|      | 5     | Allison Schmitt     | Estados Unidos (USA) | 1:53.61 | RO, RA |
|      | 3     | Camille Muffat      | Francia (FRA)        | 1:55.58 |        |
|      | 4     | Bronte Barratt      | Australia (AUS)      | 1:55.81 |        |
| 4    | 8     | Missy Franklin      | Estados Unidos (USA) | 1:55.82 |        |
| 5    | 6     | Federica Pellegrini | Italia (ITA)         | 1:56.73 |        |
| 6    | 2     | Veronika Popova     | Rusia (RUS)          | 1:57.25 |        |
| 7    | 7     | Caitlin McClatchey  | Reino Unido (GBR)    | 1:57.60 |        |
| 8    | 1     | Kylie Palmer        | Australia (AUS)      | 1:57.68 |        |